# Gozo (ilha)
Gozo é uma ilha no Mar Mediterrâneo, parte da República de Malta, e a segunda maior ilha em extensão territorial do arquipélago que forma aquele país.
Tem área de 67 km² e população de 34 430 em 2019. Sua principal cidade é Rabat, também chamada Victoria. É uma diocese católica independente.
A ilha tornou-se despovoada em 1551 quando toda a população de aproximadamente 6 000 habitantes foi escravizada por soldados otomanos e piratas muçulmanos.